# Їржі Корманік
Їржі Корманік (чеськ. Jiří Kormaník; нар. 26 березня 1935, село Скеюш, жудець Караш-Северін, Румунія — 3 листопада 2017, Хомутов, Устецький край, Чехія) — чехословацький борець греко-римського стилю, бронзовий призер чемпіонату світу, бронзовий призер чемпіонату Європи, срібний призер Олімпійських ігор.

## Життєпис
Народився в румунському селі Скеюш, але після війни його батьки скористалися пропозицією уряду на репатріацію в рамках переселення чеських прикордонних територій. Він почав займатися боротьбою в 1948 році. Спочатку він починав як студент-самоучка, навіть коли навчався у Світаві та Остраві. У 1954 році став членом хомутівської борцівської команди. У Хомутові він був під опікою тренера Вацлава Айзенгаммера (1920-80), засновника місцевого борцівського клубу. Під його керівництвом Їржі Корманік займався боротьбою в основному греко-римським стилем, де він був серед чехословацької еліти, особливо в період з кінця 1950-х до 1960-х років 20 століття.
Їржі Корманік брав участь у змаганнях з греко-римської боротьби на Олімпійських іграх 1960, 1964 та 1968 років, вигравши срібну медаль у 1964 році в Токіо. Був прапороносцем збірної Чехословаччини на церемонії відкриття літніх Олімпійських ігор 1960 року в Римі. Він також виграв бронзові медалі в змаганнях з греко-римської боротьби на Чемпіонаті світу 1965 року і Чемпіонаті Європи 1968 року. Корманік був 10-разовим чемпіоном Чехословаччини з греко-римської боротьби між 1958-68 роками, зазнавши невдачі лише в 1966 році. Він також займався вільною боротьбою, вигравши титули чемпіона Чехословаччини в цьому стилі в 1958-60 та 1962 роках. Всього за кар'єру провів 635 офіційних матчів, у 501 з яких переміг, зазнавши 78 поразок, і звівши 56 поєдинків унічию.

## Спортивні результати на міжнародних змаганнях

### Виступи на Олімпіадах
| Змагання                    | Збірна         | Вагова категорія                 | Місце              |
| --------------------------- | -------------- | -------------------------------- | ------------------ |
| Літні Олімпійські ігри 1960 | Чехословаччина | греко-римська боротьба, до 79 кг | 9                  |
| Літні Олімпійські ігри 1964 | Чехословаччина | греко-римська боротьба, до 87 кг | Срібло             |
| Літні Олімпійські ігри 1968 | Чехословаччина | греко-римська боротьба, до 87 кг | не вийшов із групи |

### Виступи на Чемпіонатах світу
| Змагання                        | Збірна         | Вагова категорія                 | Місце  |
| ------------------------------- | -------------- | -------------------------------- | ------ |
| Чемпіонат світу з боротьби 1961 | Чехословаччина | греко-римська боротьба, до 79 кг | 5      |
| Чемпіонат світу з боротьби 1965 | Чехословаччина | греко-римська боротьба, до 87 кг | Бронза |

### Виступи на Чемпіонатах Європи
| Змагання                         | Збірна         | Вагова категорія                 | Місце  |
| -------------------------------- | -------------- | -------------------------------- | ------ |
| Чемпіонат Європи з боротьби 1968 | Чехословаччина | греко-римська боротьба, до 87 кг | Бронза |